# لوئیس د گونگورا
لوئیس د گونگورا ی آرگوته (به اسپانیایی: Luis de Góngora y Argote؛ متولد Luis de Argote y Góngora تلفظ اسپانیایی: [lwiz ðe ˈɣoŋɡoɾa]؛ ۱۱ ژوئیه ۱۵۶۱ – ۲۴ مه ۱۶۲۷) یک شاعر باروک اسپانیایی است. گونگورا و رقیب مادام العمرش فرانسیسکو د کبدو به طور گسترده به عنوان برجسته‌ترین شاعران اسپانیایی در تمام دوران‌ها در نظر گرفته شده‌اند.
لوئیس د گونگورا از شاعران بزرگ اسپانیائی بود که به ظاهر کلمات و به آراستن عبارات به استعاره و سایر صنایع لفظی و معنوی علاقه داشت و در انتخاب کلمات و ساختن اشعار خویش از لحاظ آرایشی لفظی دقت خاص می‌کرد. سروانتس او را نابغه‌ای بزرگ می‌دانست. گونگورا با عنوان کشیشی در خدمت فیلیپ دوم اشعار درباری می‌سرود.

امضا گونگورا